# دیر یو
دیر یو (انگلیسی: Dear U) شرکت نرم‌افزار کره‌ای است، که در سال ۲۰۱۷ تأسیس شد.